# Баранина

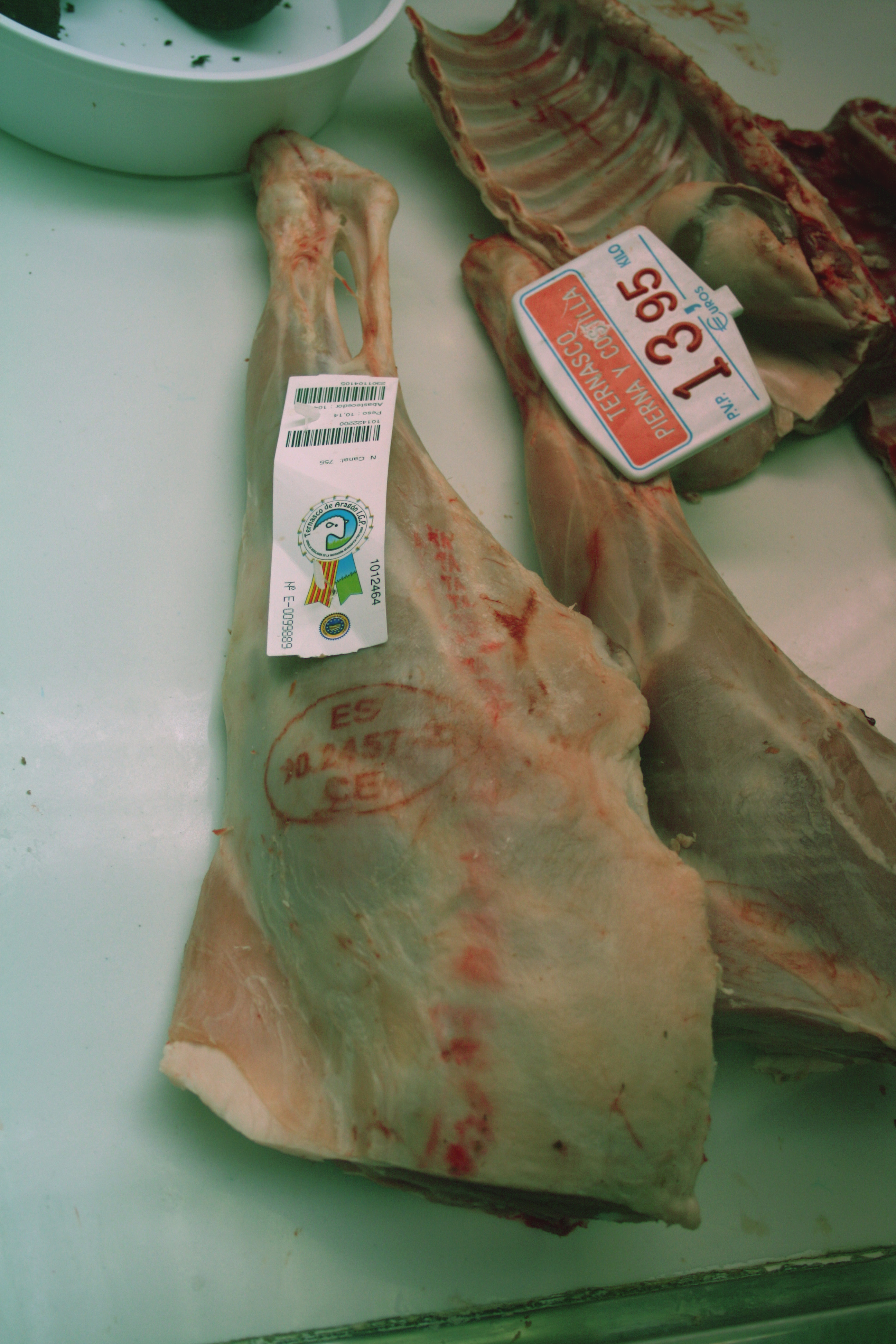
Баранина

Бара́нина — мясо баранов (овец) при употреблении в пищу. Мясо молодого ягнёнка называется ягнятина (до 1 года).

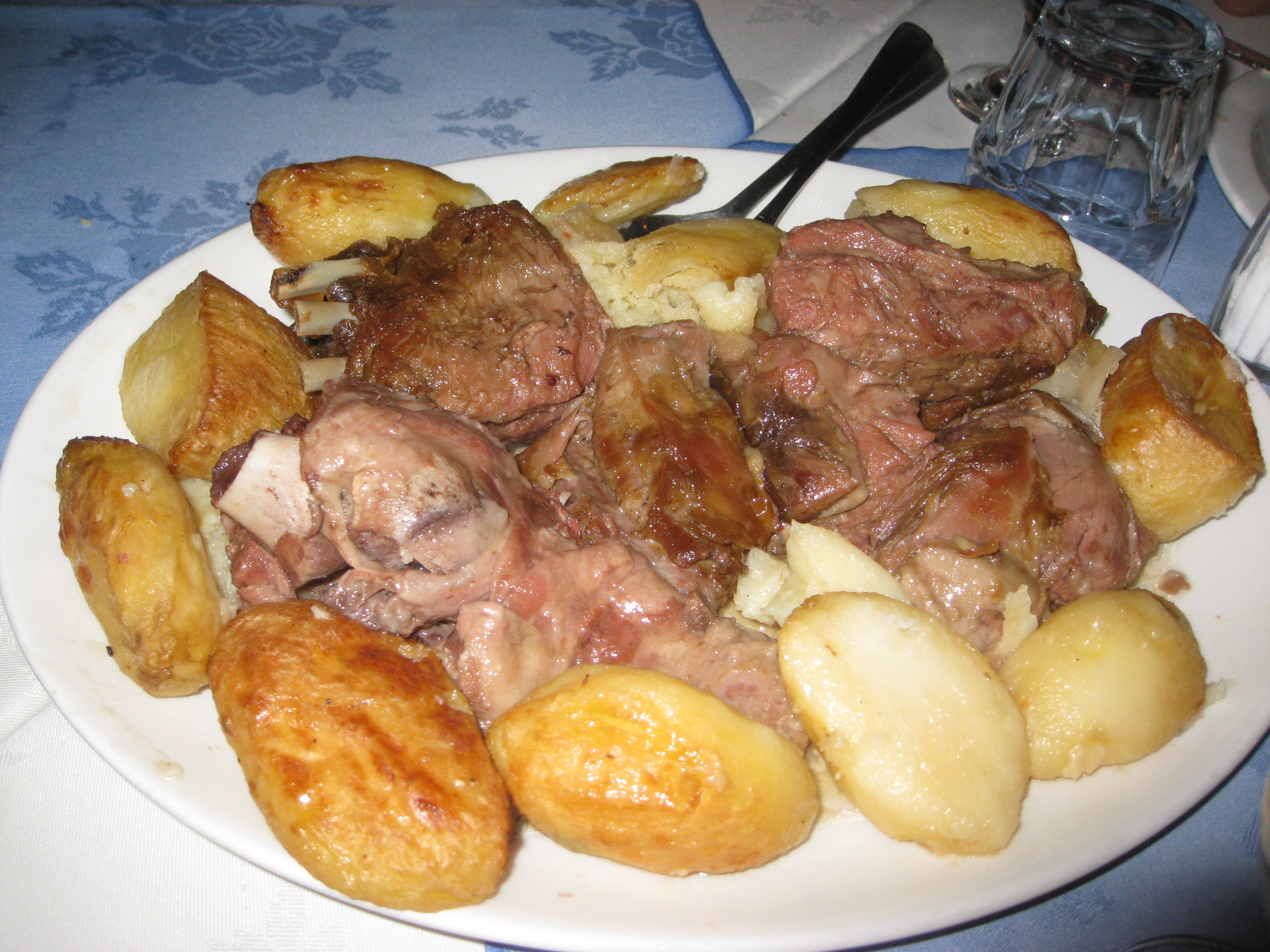
Греческий клефтико, жареный ягнёнок

Применяется в жареном, варёном, пареном, копчёном, вяленом и солёном виде для приготовления обширного спектра блюд, включая супы (например, шурпа и бозбаш), и вторые блюда — бешбармак, плов, шашлык, манты, колбасы, сосиски, куурдак, форикол, каре и многое другое. Подходит в качестве питания детям и людям преклонного возраста.

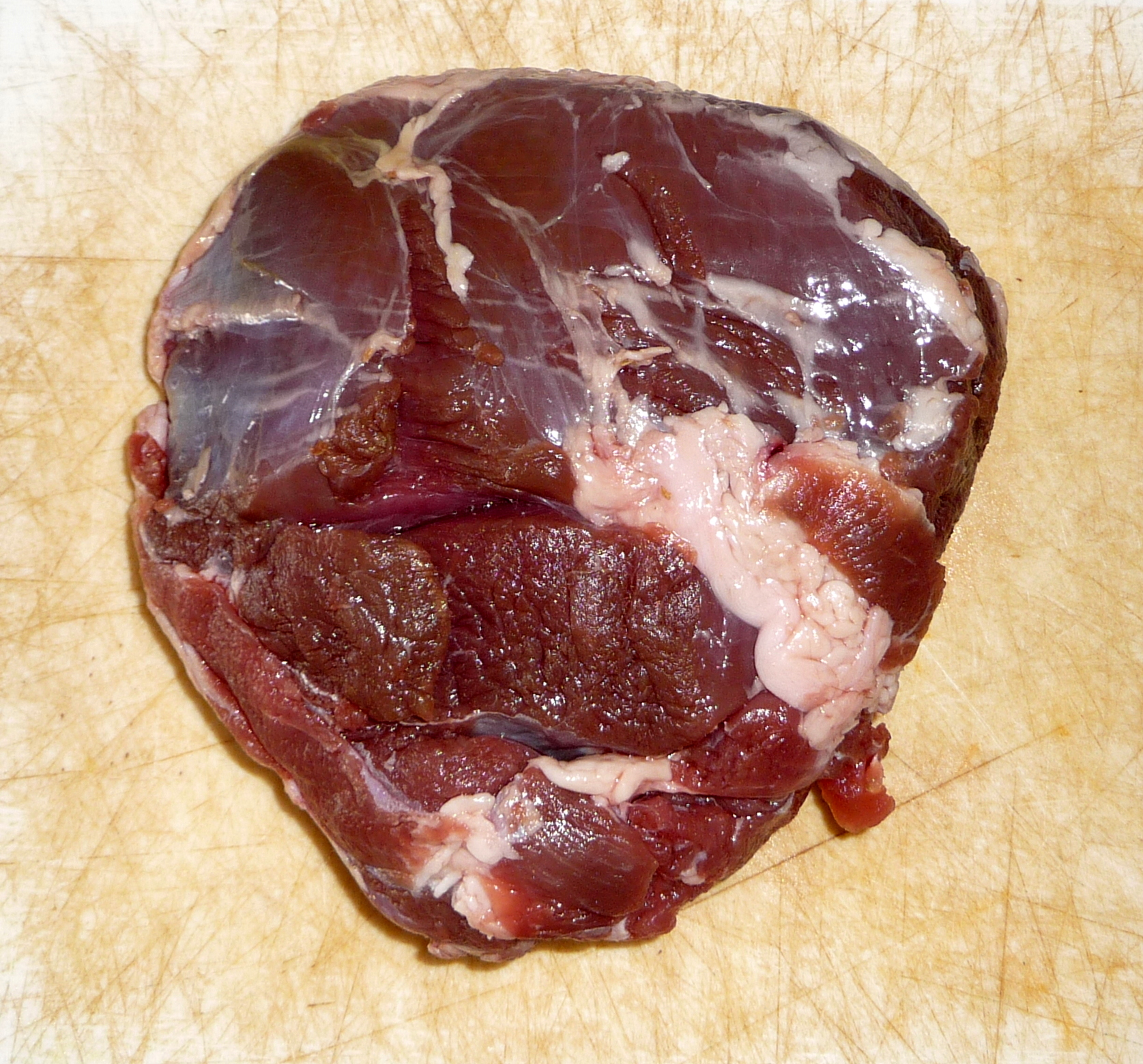
Ягнятина

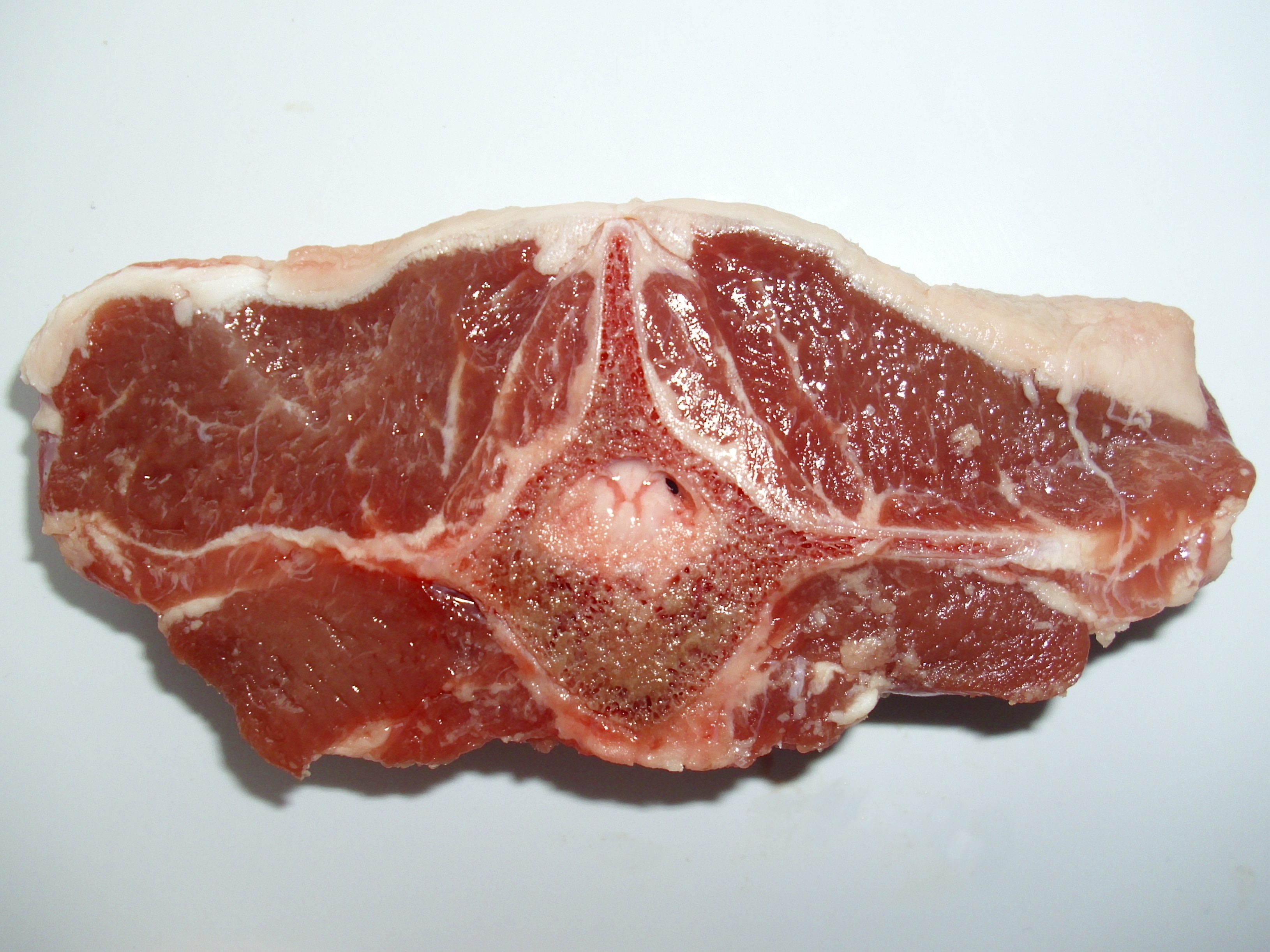
Баранина

Классификация баранины по возрасту, её особенности:
1. Баранина молодая (ягнятина[2]) имеет светло-красный цвет, нежную консистенцию, мелкозернистую мышечную ткань.
2. Баранина от старых животных кирпично-красного цвета, грубой консистенции, имеет запах, крошливый и белый жир.

Баранина была и остаётся важной частью традиционного рациона кочевых тюркских, монгольских и арабских народов; наиболее ценной породой (не имеет специфичного привкуса, богата минеральными веществами и витаминами) считается калмыцкая порода, полученная в результате селекции монгольских мясных пород овец.
Баранина содержит железо (на 30 % больше, чем в свинине), необходимое для кроветворения, фосфор, йод (для функционирования щитовидной железы), натрий, магний и калий, обеспечивающие нормальную работу сердца и сосудов, кальций, витамины Е, В1, В12, РР, фтор (предохранение зубов от кариеса). В ней также содержится лецитин, который способствует профилактике диабета. В бараньем жире мало холестерина.